# Етан ла Вил
Етан ла Вил (фр. Etang-la-Ville) насеље је и општина у Француској у региону Париски регион, у департману Ивлен која припада префектури Сен Жермен ан Ле.
По подацима из 2011. године у општини је живело 4729 становника, а густина насељености је износила 835,7 становника/km². Општина се простире на површини од 5,38 km². Налази се на средњој надморској висини од 66 метара (максималној 178 m, а минималној 64 m).

## Демографија
| 1962. | 1968. | 1975. | 1982. | 1990. | 1999. | 2011. |
| ----- | ----- | ----- | ----- | ----- | ----- | ----- |
| 2.105 | 2.506 | 4.321 | 4.361 | 4.567 | 4.496 | 4.729 |

График промене броја становника у току последњих година